# Ніве-Мер
Ніве-Мер (нід. Nieuwe Meer) — селище в нідерландській провінції Північна Голландія. Входить до муніципалітету Гарлеммермер.